# Subancistrocerus giordanii
Subancistrocerus giordanii är en stekelart som beskrevs av Castro 2003. Subancistrocerus giordanii ingår i släktet Subancistrocerus och familjen Eumenidae. Inga underarter finns listade i Catalogue of Life.